# ウッドランズ駅
ウッドランズ駅（ウッドランズえき、英語 : Woodlands MRT Station）は、シンガポールの北部にある、MRT南北線、トムソン・イーストコースト線の駅。

## 駅構造
島式1面2線のホームを持つ駅。
| A | ■南北線 | ジュロン・イースト方面 |
| B | ■南北線 | マリーナ・ベイ方面     |

## 歴史
- 1996年2月10日 南北線開業
- 2011年11月30日 ホームドアが運用開始
- 2020年1月31日 トムソン・イーストコースト線の駅が開業。

## 駅周辺
- コーズウェイ・ポイントショッピングモール
- ウッドランズ・チェックポイントとウッドランズ・トレイン・チェックポイントには当駅よりバスが出ているが、クランジ駅からの方が便利である。